# FK Kramatorsk
Maillots

Le Futbolny Klub Kramatorsk (en ukrainien : Футбольний Клуб Краматорськ), plus couramment abrégé en FK Kramatorsk, est un club professionnel ukrainien de football fondé en 1955 et basé dans la ville de Kramatorsk.

## Bilan sportif

### Classements en championnat
La frise ci-dessous résume les classements successifs du club en championnat d'Union soviétique.
La frise ci-dessous résume les classements successifs du club en championnat d'Ukraine.

## Personnalités du club

### Présidents du club
- Maksym Yefimov

### Entraîneurs du club
- Serhiy Chevtchenko (2011 - 2013)
- Yakiv Kripak (2013 - 2016)
- Oleksandr Kosevych (2016 - 2020)
- Oleksiy Horodov (en) (2020 - )